# 法若勒
法若勒（法語：Fajoles，法語發音：[faʒɔl]）是法国洛特省的一个市镇，属于古尔东区。

## 地理
法若勒（44°48'12"N, 1°23'47"E）面积8.98 平方千米，位于法国奧克西塔尼大區洛特省，该省份为法国西南部内陆省份，北起顺时针与科雷兹省、康塔爾省、阿韦龙省、塔恩-加龙省、洛特-加龍省和多尔多涅省接壤。
与法若勒接壤的市镇（或旧市镇、城区）包括：马斯克拉、圣蒙达娜、昂格拉尔-诺扎克、拉莫特费讷隆、米亚克、鲁菲亚克、韦里尼亚克。

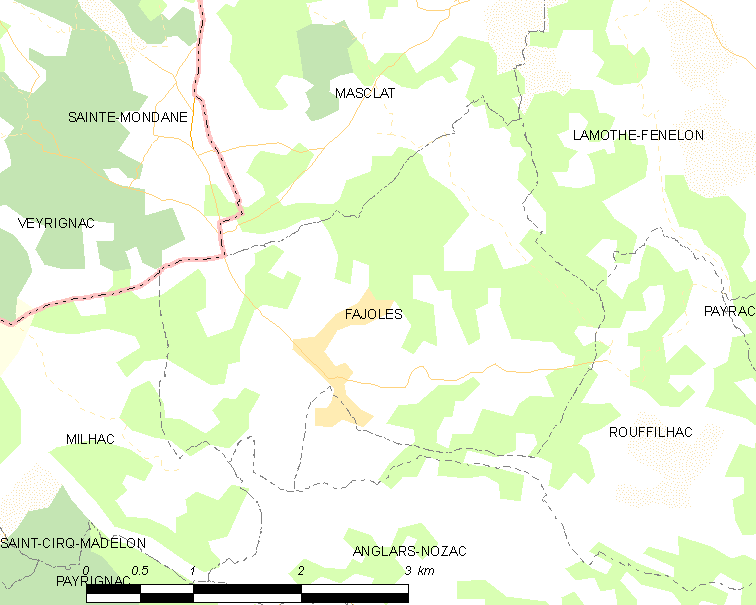
法若勒的OSM定位图

法若勒的时区为UTC+01:00、UTC+02:00（夏令时）。

## 行政
法若勒的邮政编码为46300，INSEE市镇编码为46098。

## 政治
法若勒所属的省级选区为苏亚克县。

## 人口

1962-2008年间法若勒人口变化图示

法若勒于2022年1月1日时的人口数量为313人。